# Zeravschania ferulifolia
Zeravschania ferulifolia är en flockblommig växtart som först beskrevs av Alexander Gilli, och fick sitt nu gällande namn av Pimenov. Zeravschania ferulifolia ingår i släktet Zeravschania och familjen flockblommiga växter. Inga underarter finns listade i Catalogue of Life.